# 麻省药科与健康科学大学
麻省药学与健康科学大学（英語：Massachusetts College of Pharmacy and Health Sciences，簡稱：MCPHS）是美国马萨诸塞州波士顿的一所私立大学，位于麻省波士顿长木医学区。

## 历史
麻省药科与健康科学大学建立于1823年，由十四位波士顿药剂师成立并命名为麻省药学院，为波士顿最古老的高等教育机构。該校也是美国第二古老，规模最大的药学院，仅次于在1821年成立的费城药学院（现更名为费城科学大学）。1825年，学院发布第一期的《美国制药图书馆目录》，具体描述很多药品的作用。1852年，学校获得了省議會授權，颁发其第一个正式学位。
1918年，学院在波士顿的长木医学区、哈佛医学院对面，成立了乔治·罗伯特怀特楼，作为其主校区。1979年，麻省法院批准了学院章程更改，并增设医疗科学院系。学院正式更名为麻省药科与健康科学学院。
麻省药科与健康科学大学至今已经成为包括药学院、健康科学学院和文理学院的综合大学。学校分别于2000年2002年，在马萨诸塞州伍斯特市和新罕布什尔州曼彻斯特增设了两个新校区。2002年，大学收购福塞斯牙医保洁员学校，并将其纳入为口腔卫生学院。

## 校园设施及资源

### 波士顿
麻省药科与健康科学大学波士顿校区位于长木医疗学术区朗伍德大道179號。它毗邻马萨诸塞州艺术与设计学院和哈佛医学院，以及许多著名的医疗机构，如波士顿儿童医院、达纳-法伯癌症研究所、Brigham和妇女医院和贝斯以色列女医疗中心。波士顿校区是由三个与学生宿舍结构相连得主要建筑物：乔治•罗伯特怀特楼、罗纳德洋甘菊学术及学生活动中心和约翰·理查德·芬内尔大楼组成。
第四幢独立的大楼，理查德·E·格里芬学术中心，于2009年1月开始启用。主要用于护理学院、医师助理研究学院和办公室。这幢六层高的三角大楼有近4,600平方米的教室、教师办公室和病人评估和临床模拟教学实验室。该大楼还设有电脑和技术中心、230个座位的礼堂和一个位于顶楼可观赏波士顿市中心的多功能室。
麻省药科与健康科学大学配备的研究设施与每个专业相对应。有专门研究放射性同位素的实验室，有药品开发实验室用于装备压片、涂层和封装药品，以及液体、药膏和无菌化妆品开发的仪器。仪器包括红外线、紫外线、核磁共振光谱仪、气相色谱仪、高压液体色谱仪。还具备电脑和动物研究设施。此外，如果需要用校园内没有的科研仪器设施，学生可在大波士顿/剑桥地区其他机构通过临床和学术关系而使用。

### 伍斯特
麻省药科与健康科学大学在位于马萨诸塞州伍斯特市市中心福斯特街19、25、40号，力学街28号，以及林肯街10号设立向已取得学士学位的学生开设的加速护理学士、药学博士，以及医师助理硕士研究生和验光学博士学位。
伍斯特校区生活与学习中心由三大主体建筑组成。在生活和学习中心所建立的设施，包括有：可容纳约130名学生的公寓式宿舍、教室、礼堂、图书馆、电脑室、实验室、行政办公室、学习室、休息室和一间便利店。
2009年9月21日，麻省药科和健康科学大学正式新设立一个位于伍斯特市中心的学术中心。在2008年8月大学购买了前身为议定书大厦的物业。新大厦的成立使得伍斯特曼彻斯特学院药剂学专业的规模增加近一倍，扩招后共有750位药学博士学生（该校区学生总人数为1,000名学生）在伍斯特校区。

### 曼彻斯特
麻省药科与健康科学大学新罕布什尔州曼彻斯特校区位于曼彻斯特市中心榆树街1260号。与伍斯特校区相似，曼彻斯特校园也为已获得学士学位的学生提供加速项目，有护理学、药学博士和助理医师硕士学位。3,100平方米的校园建筑里有学校的图书馆、教室、实验室、会议室、行政办公室和学生活动空间。许多曼彻斯特教室都配有用于与伍斯特教室视频会议的设施。

## 学术
麻省药科与健康科学大学设三个不同的学院。文理学院设有化学、健康心理学、公共卫生、分子生物学和预医学科学等本科专业。健康科学学院设有口腔卫生、放射科学、助理医师和护理学等专业。药剂学院包括药学、药物科学和医药营销和管理等专业。
研究生学院提供药物化学、药理学、药剂学、天然产品、验光、药品监督管理事务和卫生政策等硕士学位和博士学位。该学院还提供口腔卫生、磁共振成像、核医学技术、医学超声诊断、计算机断层扫描、照相和放射治疗的学士后学位和高级认证课程。

## 外部連結
- MCPHSBoston的Facebook專頁
- MCPHS University的Instagram帳戶
- MCPHS University - Profile, Rankings and Data  US News Best Colleges （页面存档备份，存于）